# Megaselia coei
Megaselia coei är en tvåvingeart som beskrevs av Schmitz 1938. Megaselia coei ingår i släktet Megaselia och familjen puckelflugor. Inga underarter finns listade i Catalogue of Life.